# Harakiri for the Sky
 (mars 2024).
La mise en forme du texte ne suit pas les recommandations de Wikipédia : il faut le « wikifier ».
Les points d'amélioration suivants sont les cas les plus fréquents. Le détail des points à revoir est peut-être précisé sur la page de discussion.
- Les titres sont pré-formatés par le logiciel. Ils ne sont ni en capitales, ni en gras.
- Le texte ne doit pas être écrit en capitales (les noms de famille non plus), ni en gras, ni en italique, ni en « petit »…
- Le gras n'est utilisé que pour surligner le titre de l'article dans l'introduction, une seule fois.
- L'italique est rarement utilisé : mots en langue étrangère, titres d'œuvres, noms de bateaux, etc.
- Les citations ne sont pas en italique mais en corps de texte normal. Elles sont entourées par des guillemets français : « et ».
- Les listes à puces sont à éviter, des paragraphes rédigés étant largement préférés. Les tableaux sont à réserver à la présentation de données structurées (résultats, etc.).
- Les appels de note de bas de page (petits chiffres en exposant, introduits par l'outil «  Source ») sont à placer entre la fin de phrase et le point final[comme ça].
- Les liens internes (vers d'autres articles de Wikipédia) sont à choisir avec parcimonie. Créez des liens vers des articles approfondissant le sujet. Les termes génériques sans rapport avec le sujet sont à éviter, ainsi que les répétitions de liens vers un même terme.
- Les liens externes sont à placer uniquement dans une section « Liens externes », à la fin de l'article. Ces liens sont à choisir avec parcimonie suivant les règles définies. Si un lien sert de source à l'article, son insertion dans le texte est à faire par les notes de bas de page.
- La présentation des références doit suivre les conventions bibliographiques. Il est recommandé d'utiliser les modèles {{Ouvrage}}, {{Chapitre}}, {{Article}}, {{Lien web}} et/ou {{Bibliographie}}. Le mode d'édition visuel peut mettre en forme automatiquement les références.
- Insérer une infobox (cadre d'informations à droite) n'est pas obligatoire pour parachever la mise en page.

Pour une aide détaillée, merci de consulter Aide:Wikification.
Si vous pensez que ces points ont été résolus, vous pouvez retirer ce bandeau et améliorer la mise en forme d'un autre article.
Harakiri for the Sky est un groupe de post-black metal autrichien formé à Salzbourg et à Vienne en 2011 par le chanteur JJ (Michael V. Wahntraum) et le multi-instrumentiste Matthias Sollak, anciennement du groupe de black metal Bifröst. Ils ont sorti six albums studio – Harakiri for the Sky (2012), Aokigahara (2014), III : Trauma (2016), Arson (2018), MÖre (2021) et Scorched Earth (2025) – via le label allemand AOP Records.

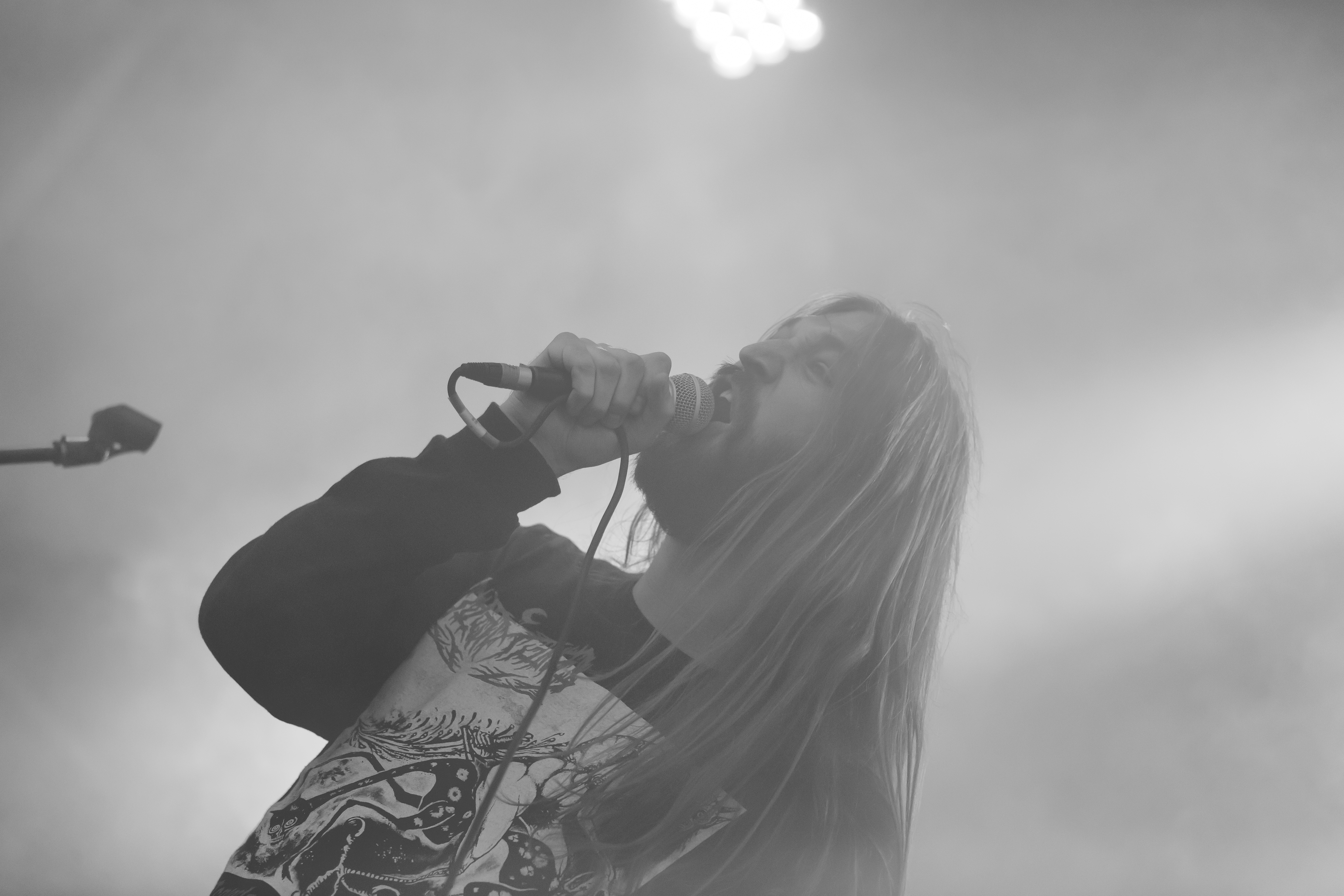
JJ au Summer Breeze Open Air 2016

Le groupe a tourné aux côtés de Der Weg einer Freiheit et The Great Old Ones en mars 2016 et a joué au Summer Breeze Open Air plus tard cette année-là. Pour les performances live, JJ et Sollak sont rejoints par le bassiste Thomas Dornig, le batteur Mischa Bruemmer et le guitariste Marrok. En 2017, ils ont été nommés dans la catégorie « Hard & Heavy » des Amadeus Austrian Music Awards.

## Membres
- Matthias "MS" Sollak - guitares, basse, batterie (2011-présent)
- Michael "JJ" V. Wahntraum - chant (2011-présent)

### Musiciens en tournée
Actuel
- Thomas Dornig – basse (2012-présent)
- Marrok - guitare, chœurs (2012-présent)
- Mischa Bruemmer - batterie (2013-présent)
- Krimh - Batterie (2023-présent)

Ancien
- Morbus J – batterie (2012-2013)
- Thomas "T. Martyr" Leitner – batterie (2014)

## Discographie
Albums studios
| Année | Titre                       | Positions par pays | Positions par pays | Positions par pays |
| Année | Titre                       | AUT                | ALL                | SUI                |
| ----- | --------------------------- | ------------------ | ------------------ | ------------------ |
| 2012  | Harakiri for the Sky        | —                  | —                  | —                  |
| 2014  | Aokigahara                  | —                  | —                  | —                  |
| 2016  | III: Trauma                 | —                  | —                  | —                  |
| 2018  | Arson                       | 62                 | 29                 | —                  |
| 2021  | Mӕre                        | 35                 | 4                  | 22                 |
| 2022  | Aokigahara MMXXII           | —                  | 91                 | —                  |
| 2022  | Harakiri for the Sky MMXXII | —                  | —                  | —                  |
| 2025  | Scorched Earth              | —                  | —                  | —                  |

Coffrets
- Wooden Tape Box (2015)

Singles
- - "Calling the Rain" (2016)
  - "Tomb Omnia" (2017)
  - "You Are the Scars" (2017)
  - "Heroin Waltz" (2018)
  - "I, Pallbearer" (2020)"
  - "Sing for the Damage We've Done" (2020)
  - "And Oceans Between Us" (2020)
  - "I'm All About the Dusk" (2021)
  - "Song to Say Goodbye" (2021)

Clips
- - "My Bones to the Sea" (2014)
  - "The Traces We Leave" (2016)
  - "Heroin Waltz" (2018)
  - "I, Pallbearer" (2020)
  - "Sing for the Damage We've Done" (2020)
  - "I'm All About the Dusk" (2020)
  - "Us Against December Skies" (2021)
  - "Mad World (Tears for Fears Cover)" (2022)